# Jackass: The Movie
Jackass: The Movie är en amerikansk långfilm i regi av Jeff Tremaine från 2002. Filmen är en spinoff från MTV:s TV-program Jackass och har ingen direkt handling utan är mer som ett långt avsnitt av programmet, med skämt och våghalsiga stunttricks. 2006 kom uppföljaren Jackass: Number Two.

## Medverkande
- Johnny Knoxville
- Bam Margera
- Chris Pontius
- Steve-O
- Ryan Dunn
- Dave England
- Jason "Wee Man" Acuña
- Preston Lacy
- Ehren McGhehey
- Brandon Dicamillo
- Raab Himself
- Rake Yohn